# 毛宗崗
毛 宗崗（もう そうこう、簡体字: 毛宗岗、生没年不詳）、字は序始、号は孑庵。原籍は長洲（現・江蘇省蘇州市）。中国の明末・清初の文学批評家。古典小説『三国志演義』の、現在最も流布した版本を校訂した人物として知られる。

## 校訂までの経緯

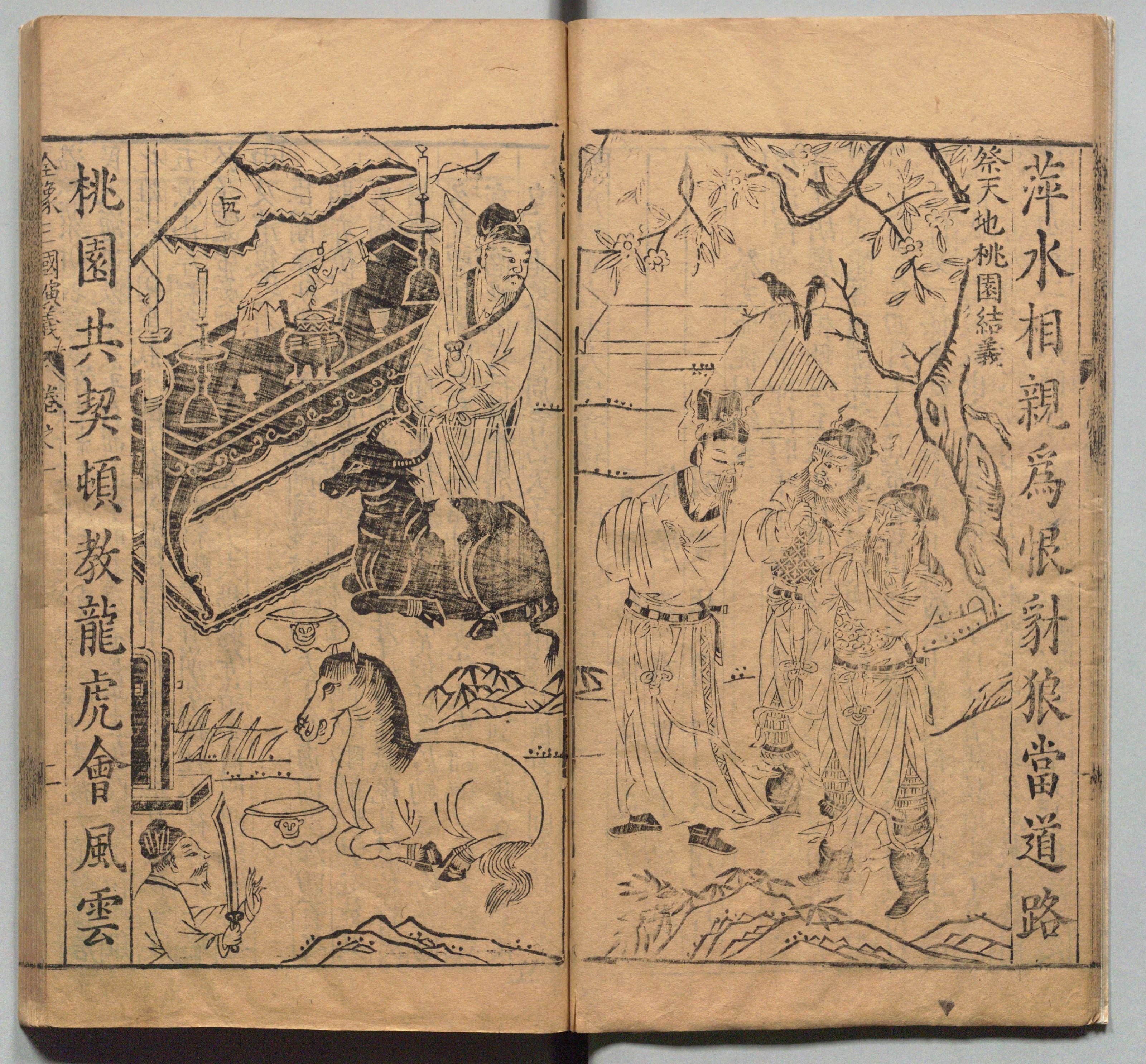
明代（万暦）『三國志通俗演義』

毛宗崗の父・毛綸（号：声山）は文名高い人物だったが、任官せず貧しい暮らしを送っていた。中年になった頃、両目を失明した。そんな毛綸の楽しみは、『琵琶記』および『三国志演義』（以下、『演義』）を批評することであった。毛綸は羅貫中の『通俗三国志』（『演義』の原作）の完成度を司馬遷の『史記』にも劣らないと高く評価していた。しかし後世に登場したさまざまな版本の改悪内容に不満を覚え、ついに自らが校訂することを決意する。
息子の毛宗崗も文名高い人物でありながら、父同様に任官せず、父が『演義』に評を施す作業に従い、これを完成させた（原名：『第一才子書三国志』）。清の康煕初年（1662年）頃とみられる。完成した本を読んだ毛綸の友人が称賛し、出版を勧めたので刊行へと動き出したが、この時、自分の手柄にしようと、本を奪おうとした弟子の裏切りに遭ったため、刊行が遅れたという。
毛宗崗本『演義』は、このように毛父子の共同作業によるものであったが、世間の評価では毛宗崗ひとりの功績とされることが多い。

## 毛本版『三国志演義』
以下は、毛宗崗本『三国演義』校訂内容・手法・思想についての概説。

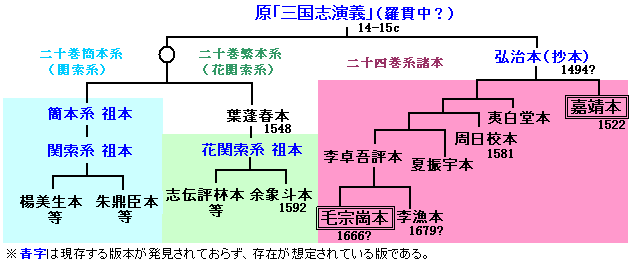
『三国志演義』各種刊本の系譜

### 内容
略称は『毛本』。清の康煕刊本（版木を彫って紙に印刷した本）が現存している。全60巻・120回からなる。冒頭には毛綸と同郷・同時代の文芸評論家・金聖嘆の名を借りて作成した序文『金聖嘆序』、どのような方針で編纂したのかを説明する『凡例』、小説の手引き『読三国志法』がある。『李卓吾先生批評三国志』を底本に、回目の整理、文章の手直し、論・賛の削除、エピソードの追加、評点（文章の重要な部分を強調するために記す点）などを行っている。

### 手法
毛宗崗は金聖嘆を師としてその批評手法に倣い、改訂・補強・削除を施しているが、金聖嘆との違いは、毛宗崗は歴史小説を特別重視し、歴史小説の史実への依拠を強調しつつも、しかし必要な虚構（フィクション）には反対せず、また、『演義』の人物像を創造した経験を総括して見解を示し、物語の文学性や構造について詳細・精緻に分析する、といった独自の成果も収めている。

### 思想
毛宗崗本『演義』には、「劉を尊び、曹を貶む」（劉備が漢王朝の末裔であることから、彼が興した国・蜀漢を正統と見做し、曹操らを臣下として位置づける）の傾向が強められていることからも、封建時代の正統観と、儒家の民本思想（民（たみ）を本（もと）とする考え）、民族観念（漢民族としてのアイデンティティ）が含まれていることが指摘されている。
また、その思想には毛綸が幼い頃に父（毛宗崗の祖父）から受けた家庭教育の影響も考えられる。毛綸は父から、当時低俗とされた小説・伝奇の中で『琵琶記』だけは特別に読むことを許され、その理由は『琵琶記』が「孝・義・貞・淑」といった道徳や教訓を説く書物で、他の伝奇とは一線を画していたからだという。毛綸は『琵琶記』を生涯愛読し、毛宗崗にも受け継がれたと見られる（→次節参照）。

## 『第七才子書琵琶記』

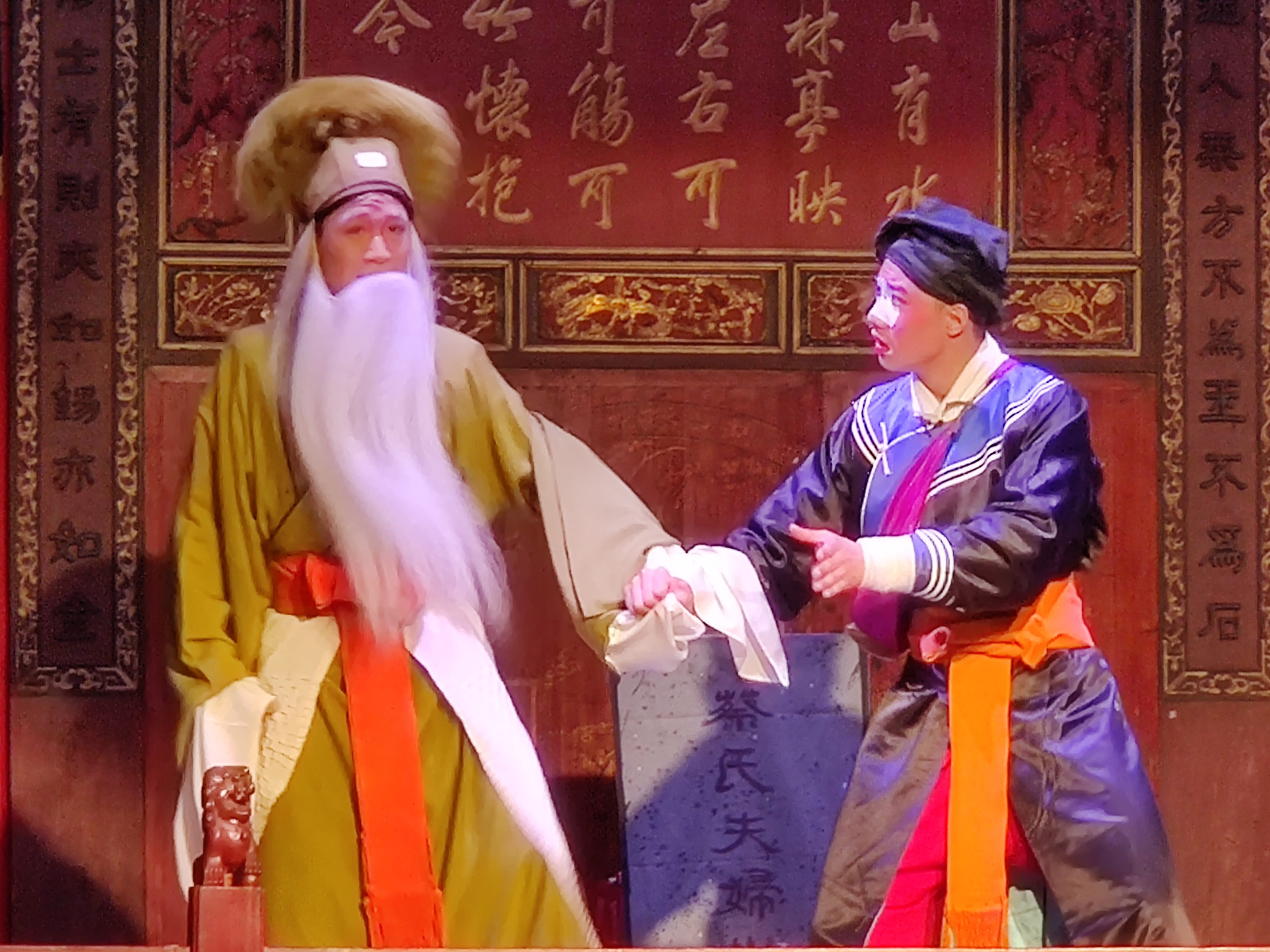
京劇『琵琶記』の演目のひとつ「掃松下書」張広才役：張瑞、李旺役：張程。

『毛本』の完成後、毛父子が次に取り掛かったのは、『琵琶記』の評点本である。『琵琶記』とは、元末明初の戯曲（劇の台本）であり、南戯の最高傑作とされる。夫婦の別離と再会までの苦難が描かれる。
毛綸の父（名は不詳）は、普段から「孝・義・貞・淑」といった儒教の徳目を重視しており、それらの教えが書かれた『琵琶記』を、息子である毛綸に読むことを薦めた。毛綸はその優れた文章に感動し、彼の愛読書となった。「いつか『琵琶記』に評点を付けて出版し、人々と分かち合いたい」と密かに願っていたが、家が貧しく、余暇もなく、その夢は叶わなかった。毛綸が失明した後、彼は息子の毛宗崗に『琵琶記』を朗読させ、それを聴くことを楽しむうちに、かつての出版の夢を再び思い起こすと、『琵琶記』に関する評語を毛綸が口述し、毛宗崗がそれを筆録した。
毛宗崗は、父の評点にいくつかの補足を施した「参論」を書き加え、全書の「総論」の付録として収めた。こうして父子の共同作業によって、『第七才子書琵琶記』は完成した。同書の巻一には「康熙丙午」（1666年）とあり、序文によれば、当時、毛綸は存命であった。
毛父子の劇作に対する思想や観点は非常に似通っており、毛宗崗研究においても極めて重要な資料のひとつである。

## 評価

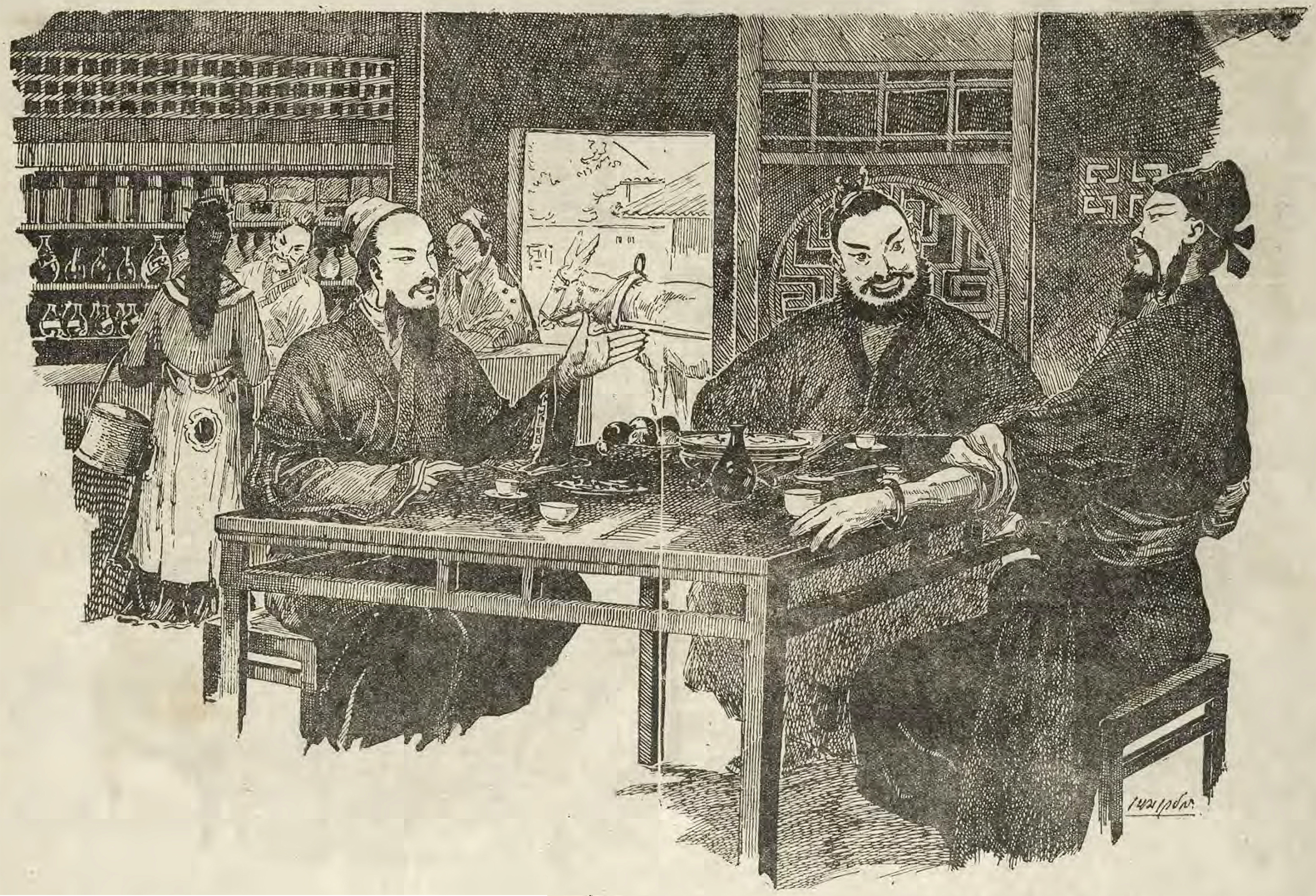
タイ版『三国』（1944年）

『毛本』はそれまでの版本と比べ、文学的質が高かったことから、以降、もっとも読者に受け入れられ、広く流布した版本となった。現在知られる『演義』の内容は、この『毛本』に依るものである。
また、毛宗崗は中国古典小説の理論形成にも大きく貢献し、中国文学批評史においても、現在も重要な位置を占めている。
なお、『毛本』の登場により従来、その他の版本は淘汰されたものと思われていたが、1734年に刊行された『鼎鐫按鑑演義古本全像三国英雄志伝』、1802年に刊行された『新刻按鑑演義三国志伝』ほか、『毛本』登場以降も旧来の版本が刊行されていたことが判明している。